# Aymen Ben Ftima
Aymen Ben Ftima – tunezyjski zapaśnik walczący w stylu klasycznym. Brązowy medalista mistrzostw Afryki w 2003 roku.